# Santa Maria de la Roca
Santa Maria de la Roca, o la Mare de Déu de la Roca, és la capella del Castell de la Roca de Nyer, del poble comunal de Nyer, de la comarca del Conflent, a la Catalunya del Nord.
Està situada al costat nord-oest del Castell de la Roca de Nyer, en un esperó rocós a la dreta de la Ribera de Mentet, al sud-est del poble cap de la comuna.